# NGC 4456
NGC 4456 est une galaxie spirale située dans la constellation de l'Hydre. NGC 4456 a été découverte par l'astronome britannique John Herschel en 1835.

## Caractéristiques
La classe de luminosité de NGC 4456 est II-III et renferme des régions d'hydrogène ionisé.

### Distance
Sa vitesse par rapport au fond diffus cosmologique est de6 481 ± 25 km/s, ce qui correspond à une distance de Hubble de 95,6 ± 6,7 Mpc (∼312 millions d'al).
À ce jour, six mesures non basées sur le décalage vers le rouge (redshift) donnent une distance de 76,833 ± 2,542 Mpc (∼251 millions d'al), ce qui est à l'extérieur des valeurs de la distance de Hubble. Notons cependant que c'est avec la valeur moyenne des mesures indépendantes, lorsqu'elles existent, que la base de données NASA/IPAC calcule le diamètre d'une galaxie et qu'en conséquence le diamètre de NGC 4456 pourrait être d'environ 53,2 kpc (∼174 000 al) si on utilisait la distance de Hubble pour le calculer.

## Supernova
La supernova SN 1995S a été découverte dans NGC 4456 le 3 juillet 1995 par l'astronome australien (scotto-australien) Robert H. McNaught. Le type de cette supernova n'a pas été déterminé.